# Blueprints for the Black Market
Blueprints for the Black Market è il primo album in studio del gruppo musicale alternative rock statunitense Anberlin, pubblicato nel 2003.

## Tracce
1. Readyfuels – 3:53
2. Foreign Language – 2:49
3. Change the World (Lost Ones) – 3:59
4. Cold War Transmissions – 3:12
5. Glass to the Arson – 3:29
6. The Undeveloped Story – 3:27
7. Autobahn – 3:25
8. We Dreamt in Heist – 3:17
9. Love Song (The Cure cover) – 3:05
10. Cadence – 3:17
11. Naïve Orleans – 4:08

## Formazione
- Stephen Christian - voce
- Joseph Milligan - chitarra
- Nathan Young - batteria
- Joey Bruce - chitarra
- Deon Rexroat - basso